# Nowospassk (obwód amurski)
Nowospassk (ros. Новоспасск) – wieś (ros. seło) w południowo-wschodniej Rosji, terytorialnie i administracyjnie należąca do rejonu archarinskiego, w obwodzie amurskim. 
Według danych ze spisu z 2016 roku wieś zamieszkiwało 195 mieszkańców. 